# Ashmeadiella neomexicana
Ashmeadiella neomexicana là một loài Hymenoptera trong họ Megachilidae. Loài này được Cockerell mô tả khoa học năm 1904.